# Малицький Ігор Федорович
Малицький Ігор Федорович (допустимий варіант прізвища Маліцький) (12 лютого 1925, Харків – 23 листопада 2021, Харків) — вчений у галузі технології та складальних процесів у машинобудуванні, завідувач кафедри технології машинобудування (з 1979 по 1989 р.) Української інженерно-педагогічної академії.
Ігор Малицький – колишній в'язень нацистських концтаборів, заступник голови та голова Харківської обласної ради борців антинацистського опору та колишніх в'язнів нацистських концтаборів. Брав активну участь у вихованні молоді.

## Сім'я
Народився у Харкові, в сім'ї службовців. Батько — Малицький Федір Григорович (1900–1943), командир Червоної армії, партпрацівник, репресований у 1938, реабілітований в 1980 р. Мати — Малицька Єфросинія Іванівна (1892–1948).
Дружина — Малицька (Пархоменко) Надія Дмитрівна (1929–2000).
Син Малицький Юрій Ігорович (1952–2012). Дочка Абуєва (Малицька) Ольга Ігорівна (1958). Має трьох онучок (Ванда, Анастасія, Аліса) та онука (Артем), а також чотирьох правнуків (Маруан, Аліна, Федір, Тимофій).

## Освіта
Середня школа № 30 м Харкова (1933–1941), закінчив 8 класів. Після демобілізації – вечірня школа.
Харківський гірничий інститут, машинобудівний факультет, спеціальність гірська електромеханіка, інженер-електромеханік, з відзнакою (1951–1956).
Кандидат технічних наук (1965).
Доцент (1969).
Володів  німецькою мовою.

## Професійна діяльність
Начальник рудоремонтних майстерень «Дмитровуглестроя» в Олександрії (1956–1957).
Завідувач лабораторією кафедри технології гірничого машинобудування гірничого інституту (1957–1964).
Очна аспірантура (1961–1964).
 Український заочний політехнічний інститут (1964-теперішній час) на посаді старшого викладача, доцента, завідувача кафедри, професора. Завідувач кафедри технології машинобудування (01.09.1979-30.10.1989).
Науковий керівник підготовки аспірантів з 1986.
Був начальником спортивно-оздоровчого табору «Буймеровскій».
Активно брав участь у виконанні госпдоговірної наукової тематики із збирання та розбирання з'єднань з натягом тепловим методом. Керував розробкою, виготовленням і впровадженням у виробництво складальних автоматів, напівавтоматів і автоматичних ліній на підприємствах СРСР і зарубіжжя. Загальна кількість впроваджень – 98.
Опублікував більше ста наукових праць та понад 80 навчальних посібників, автор 15 авторських свідоцтв і патентів.
Підготував шість кандидатів технічних наук.

## Антинацистська діяльність

Малицький Ігор Федорович, 1950

У 1943 році був забраний німецькими окупантами для відправки до Німеччини. Втік на території Чехословаччини, але потім заарештований. Відправлений у в'язницю міста Кладно.
Далі Ігоря Малицького переводили у різні концтабори – концтабір Терезін до травня 1944 року, концтабір Аушвіц до серпня 1944 року, концтабір Маутгаузен (до грудня 1944 року), його філія – «Лінц 3». На початку травня 1945 взяв участь у повстанні і з групою в'язнів пішов назустріч Червоній армії.
Служба в Червоної армії в артилерії (05.1945 — 06.1950) спочатку в Австрії, а з 1946 року у Німеччині — 273-й гвардійський гаубичний полк 2-ї танкової армії. Закінчив строкову службу старшим сержантом. В даний час капітан.
З 1963 р. заступник голови та голова Харківської обласної ради борців антифашистського опору, колишніх в'язнів фашистських концтаборів.

## Нагороди
Тричі був учасником виставки Виставки досягнень народного господарства СРСР, в 1964 р. був удостоєний бронзової медалі  Виставки досягнень народного господарства УРСР і відзначений наказом міністра Міністерства вищої і середньої спеціальної освіти УРСР.
Грамота Міністерства вищої і середньої спеціальної освіти СРСР (1983).
Грамоти Міністерства вищої і середньої спеціальної освіти УРСР (1985, 1989).
Медаль «Ветеран праці» (1984).
Знак «Відмінник освіти України».
Диплом «Вища школа. Найкращі імена».
Неодноразово грамоти Харківської обласної ради за вагомий внесок у розвиток ветеранського руху, військово-патріотичного виховання молоді, відданість справі, активну життєву позицію.
Орден За Заслуги II ступеня (2015).
Почесний громадянин міста Харкова (2017).

## Цікаві факти
- Ігор Малицький був найстарішим діючим викладачем Української інженерно-педагогічної академії.
- Освоїв персональний комп'ютер після 80-ти років і сам верстав свої навчальні посібники. Вважається, що був більш кваліфікованим користувачем ПК, ніж середньостатистичний студент.
- У 2017 році підтримав гуманістичну ініціативу UAnimals та закликав Президента України Петра Порошенка заборонити експлуатацію тварин в цирках і дельфінаріях[3].
- У 2018 році публічно підтримав ув'язненого у Росії українського режисера Олега Сенцова.[4]
- Мав власну сторінку на Facebook

## Публікації
- Малицький І. Ф. Технологія машинобудування: навч. посібник для машинобуд. спец.. — Укр. інж.-пед. акад. — Х.: Точка, 2011. — 153 с.
- Малицький І. Ф. [та ін.] Технологія машинобудування: навч. посібник для студ. вищ. навч. закладів напряму підготовки «Професійна освіта». Ч. 1: Основи технології та технологічних процесів механообробки. — Укр. інж.-пед. акад., Каф. інтегрованих технологій в машинобудуванні та зварювального виробництва.. — Х.: НТМТ, 2013. — 204 с.
- Малицький І. Ф. [та ін.] Технологія машинобудування: навч. посібник для студ. вищ. навч. закладів напряму підготовки «Професійна освіта». Ч. 2: Основні технологічні процеси виготовлення апаратів та машин хімічних і нафтогазових виробництв. — Укр. інж.-пед. акад., Каф. інтегрованих технологій в машинобудуванні та зварювального виробництва. — Х.: НТМТ, 2013. — 230 с.
- Малицкий И. Ф. Тернистый путь. Мы победили смерть. Воспоминания харьковчан — бывших узников фашистских концлагерей. — Харьк. нац. ун-т им. В. Н. Каразина, Харьк. обл. совет борцов антифашистского сопротивления, 2005. — 95-107 с.